# Allium obtusum
Allium obtusum là một loài thực vật có hoa trong họ Amaryllidaceae. Loài này được Lemmon mô tả khoa học đầu tiên năm 1890.

## Hình ảnh

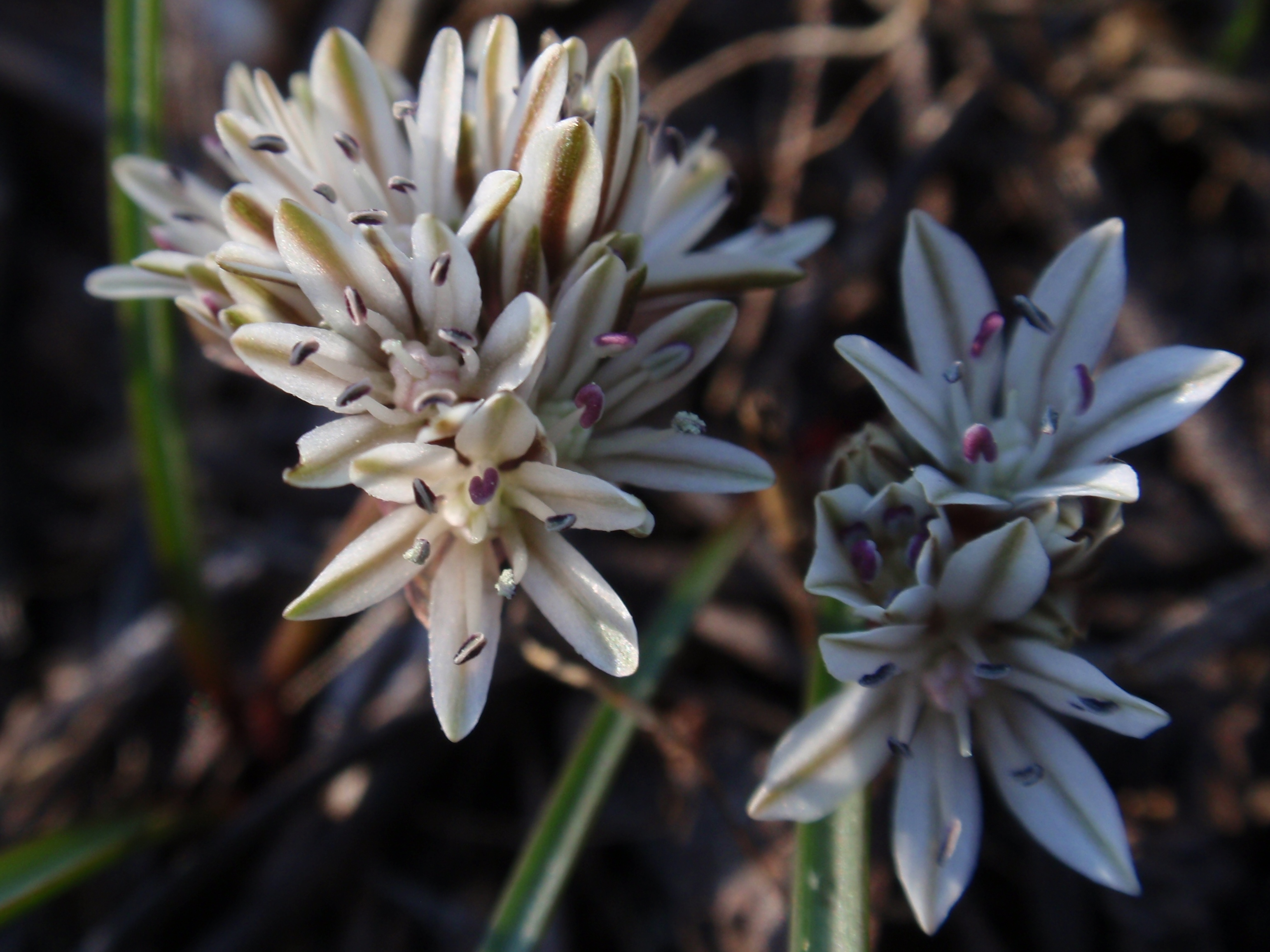
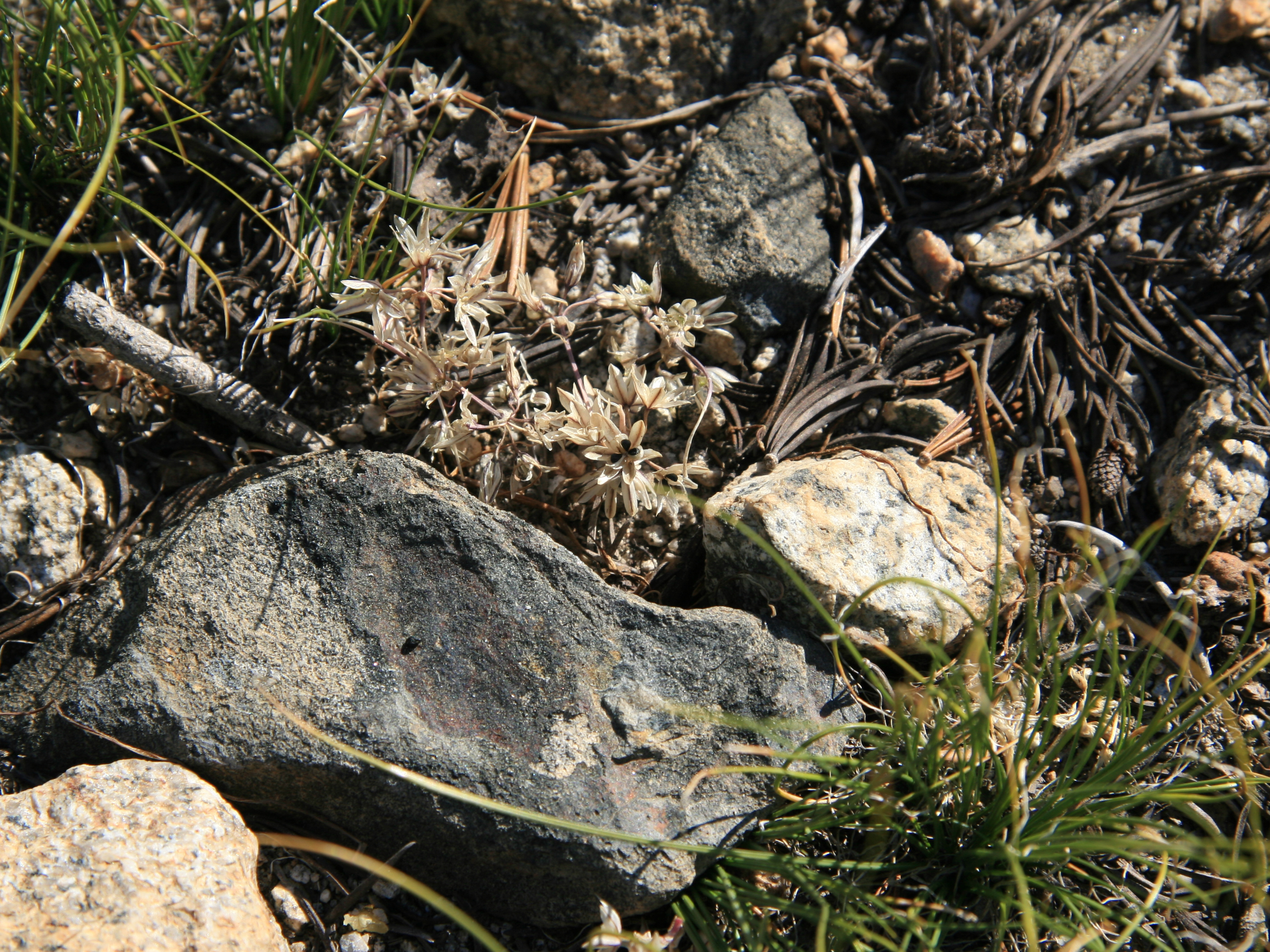